# Cohocton (hrabstwo Steuben)
Cohocton – wieś w Stanach Zjednoczonych, w stanie Nowy Jork, w hrabstwie Steuben.